# 宣贊
宣贊，是小说《水滸傳》中的人物。相貌奇醜，“面如鍋底，鼻孔朝天，捲髮赤鬚，彪形八尺”，又曾在王府中當「郡馬」（郡王的駙馬），故绰号「醜郡馬」，也因貌醜不得重用，醜到老婆都受不了而自殺。
當時，梁山軍隊正在攻打北京大名府，梁中書大驚，宣贊向他推薦了關勝。梁中書便立即派關勝為主將，宣贊又推薦了郝思文為先鋒，自己當合後，直接發兵攻打梁山，要令梁山首尾不得相顧。但關勝中呼延灼計被擒，宣贊也不敵秦明而被擒，便一同投降了梁山。
之後隨關勝迎戰再攻打梁山的魏定國和單廷珪，宣贊不敵被生擒，在押上京城途中被李逵和鮑旭救下。名列馬軍小彪將兼遠探出哨頭領第三員。
後來隨大軍征討方臘，攻苏州时与郭世广于饮马桥下同归于尽。

## 能力
宣赞不见于宋元史料，也不见于《大宋宣和遗事》、《宋江三十六人赞》以及元杂剧等早期水浒故事和文学，作為大刀關勝的副將，宣贊不但武藝和射術出眾，躲避暗箭的本事也是一流。宣贊在奉命征討梁山時和花榮交過手，曾連躲花榮兩箭。但第三箭沒避過（因後背護心鏡被射中才得以全身而退）。後來關勝被擒獲，在兵敗勢危的情況下，宣贊被秦明、孫立兩大猛將的聯手夾擊下，才被活捉。

## 影视形象
- 2011年版《水浒传》：潘歌
- 2014年版《丑郡马宣赞》：柴浩